# Vincent Pontare
Vincent Fred Pontare (Sola, Suècia, 13 de maig de 1980) és un músic suec. Actualment forma part del duo Vargas & Lagola juntament amb Salem Al Fakir. Anteriorment havia publicat dos àlbums en solitari i havia treballat en la co-composició i la co-producció amb un gran nombre d'artistes com Katy Perry, David Guetta, Avicii, Axwell & Ingrosso, Galantis o Madonna.
L'any 2007, concretament el dia 7 de Novembre, Pontare va publicar el seu àlbum debut Lucky Thirteen, que conté un total de 14 pistes (13 cançons en anglès i una intro) i que va signar únicament com a Vincent. El disc va arribar únicament a la posició 25 de la llista setmanal d'àlbums més venuts a Suècia. Tanmateix, dels tres senzills amb què va promocionar el disc abans del seu llançament (Paradise, Don't Hate Me i Miss Blue), dos van situar-se dins el top 10: Don't Hate Me va assolir el número 7 al març del 2007, mentre que Miss Blue va assolir el número 6 l'octubre del mateix any.
L'any 2010, Pontare va llançar Baby Hurricane, que seria el primer senzill del seu segon àlbum. Godspeed, que és com es deia el seu segon àlbum va sortir el dia 29 d'Agost del 2011 i conté un total de 9 pistes.
Tot i que durant el període de preparació dels seus dos àlbums en solitari, Vincent Pontare ja va començar a compondre per altres artistes, a partir de l'any 2013 va convertir-se en la prioritat de la seva carrera. Ha treballat tant amb cantants suecs i estatunidencs, com és el cas de Katy Perry i Madonna. També ha col·laborat amb diversos artistes suecs de música electrònica suecs, com Avicii, Axwell, Sebastian Ingrosso i Galantis.
L'any 2017, va començar a treure música amb Salem Al Fakir sota el nom de Vargas & Lagola.
Discografia com a artista en solitari
- 2001: Lucky Thirteen
- 2011: Godspeed